# Tritaeniopteron flavifacies
Tritaeniopteron flavifacies är en tvåvingeart som beskrevs av Hardy 1974. Tritaeniopteron flavifacies ingår i släktet Tritaeniopteron och familjen borrflugor. Inga underarter finns listade i Catalogue of Life.